# Jacques Durand (tauromachie)
Pour les articles homonymes, voir Jacques Durand et Durand.
Ne doit pas être confondu avec Jacques-Olivier Durand.
Jacques Durand est un journaliste taurin français et un écrivain né le 12 novembre 1941.

## Biographie
Longtemps chroniqueur taurin pour le journal Libération, il en a été congédié le 1er juillet 2012, au grand dam de l'ancien rédacteur en chef du journal, Jean-Marcel Bouguereau. 
Jacques Durand a été aussi rédacteur en chef des émissions taurines sur Canal+, et collaborateur du  magazine  télévisé sur France 3 Sud : Face au Toril.  Il publie désormais une page taurine régulière aux éditions Atelier Baie.

## Ouvrages
- L'Habit de lumière, voyage en tauromachie, avec Jacques Maigne, éditions Ramsay, 1985  (ISBN 2859564101)
- Cévennes (ill. Alain Gas), Montpellier, Espace Sud, 1988  (ISBN 2-906334-02-2).
- Petit nécessaire de toilette à l'usage de ceux qui s'astiquent avant la corrida, avec Eddie Pons (dessin), Montpellier, Espace Sud, 1991  (ISBN 2-906334-10-3)[4]
- Humbles et Phénomènes , Éditions Verdier, Lagrasse, 1995  (ISBN 286432184X)[5]
- Histoire et Tauromachie, mythes et réalités, avec Bernard Lefort, éditions du Félin-Sauramps, Paris, 1995  (ISBN 286645-199-6)
- Rafael le chauve (biographie de El Gallo (Rafael Gómez Ortega)), Éditions Verdier, Lagrasse, 1996  (ISBN 978-2-86432-508-6) (BNF 41204590)
- Chroniques de sable, éditions Atlantica, 2000,  (ISBN 2843942241)
- José Tomás Román, biographie du matador José Tomás,  photos de Marie Fouque, éditions Actes Sud, 2004,  (ISBN 2-7427-4981-0)
- Carnets taurins de Jacques Durand, éditions Atelier Baie, 2008[6].
- Morantissime de la Puebla de Jacques Durand avec des dithyrambes de Fernando Arrabal, éditions Atelier baie, 2008.
- Toros, la tauromachie dans l'art populaire, avec Henriette et Claude Viallat, Jean-Pierre Loubat, Christian Montcouquiol, éditions Gaussen, 2010,  (ISBN 2356980172)
- Des toros à perpet, illustrations Bruno Doan, Atelier Baie, Nîmes, 2012, 64 pages,  (ISBN 978-2-919208-10-4)
- Gueules de toreros, avec Blaise Volckaert, Éditions Passiflore, 2013, 144 pages,  (ISBN 978-2-918471-24-0)
- Si Señor, éditions Atelier Baie, 2013
- ¡Arte, coño! - flamenco, toros y ole, avec Jacques Maigne, éditions Atelier Baie, 2015
- Tabaco y Oro, avec Blaise Volckaert, Éditions Passiflore, 2017, 80 pages,  (ISBN 978-2-918471-66-0)
- Carretera y manta, éditions Atelier Baie, 2022

## Prix
- Plume d'aigle 1985[7].
- Cabri d'or 1989.